# وروار (جنس)
الوَرْوَار أو الوَرْوَر أو الخُضَّار (الاسم العلمي: Merops) هو جنس من الطيور يتبع فصيلة الوروارية من رتبة الشقراقيات

## خطره على النحل
يعد طائر الوروار من الطيور التي تتلذذ بالتهام النحل الطائر وهي تحتاج إلى كميات كبيرة منه يومياً وهذا يشكل خطورة على المناحل، وهذا الطير سريع الحركة والطيران والمناورة وهو يفضل الاستراحة على أسلاك الكهرباء أو الأغصان وخاصة القريبة من المناحل وتكمن خطورته بمدى التهامه للنحل الطائر وكذلك لالتهامه للملكات في طيران زفافها.

## الوصف
تتميز أنواعه برشاقة أجسامها وزهاء ألوانها باستطالة مناقيرها المقوسة الدقيقة الملاقط بأرساغها الصغيرة بأجنحتها المتسطيلة الذلقة وبأذنابها الطويلة المقطومة التي تعلوها وتخرج عنها ريشتان فارقتان.

## السلوك
حياته جماعية يعيش أسرابًا كبيرة يراوح عددها من ٢٠ إلى ١٠٠. قوته الحشرات على اختلاف أنواعها أخصها الخشرم.

## التكاثر
يُدثن أفحوصه في التراب بين الصخور الشامخة الشارفة. وكنه يضم من الأفحوص الواحد إلى نحو ٣٠ تجتمع فيه الإناث للبيض والترخيم